# Cecilia Ansaldo
Cecilia Ansaldo Briones (Guayaquil, 1949) es una catedrática, ensayista y crítica literaria ecuatoriana.

## Biografía
Nació en 1949 en Guayaquil, provincia de Guayas. Realizó sus estudios secundarios en el colegio Dolores Baquerizo y los superiores en la Universidad Católica de Santiago de Guayaquil, donde obtuvo el título de licenciada en ciencias de la educación.
Durante su carrera docente ha dictado clases en el colegio Santo Domingo de Guzmán, el Colegio Alemán Humboldt Guayaquil, la Universidad Católica de Guayaquil, la Escuela Mónica Herrera, entre otras. También fue decana de la facultad de filosofía y letras de la Universidad Católica y rectora del colegio Alemán Humboldt.
Actualmente se desempeña como profesora de la Universidad Católica de Santiago de Guayaquil y Universidad Casa Grande. Es miembro de la Academia Ecuatoriana de la Lengua, correspondiente de la Real Academia Española. Es columnista de opinión en Diario El Universo, miembro del grupo Mujeres del Ático y miembro fundador del Centro Cultural Estación Libro Abierto. Preside el Comité de Contenidos de la Feria del Libro de Guayaquil desde 2015.

## Publicaciones

### Ensayo
- "El cuento ecuatoriano de los últimos 30 años". La literatura ecuatoriana en los últimos 30 años 1950-1980 (Quito, 1983).[2]
- "Dos décadas de cuento ecuatoriano 1970-1990". La literatura ecuatoriana de las dos últimas décadas 1970-1990 -(Cuenca, 1993).
- "Una mirada 'otra' a ciertos personajes femeninos de la narrativa ecuatoriana". Memorias del V encuentro de literatura ecuatoriana "Alfonso Carrasco Vintimilla" (Cuenca, 1995).

### Antología
- "Cuento contigo". Antología de cuento ecuatoriano del siglo XX (1993)[2]
- "Las mujeres del ático tienen la palabra" (1994)[2]